# Élections législatives de 1993 dans l'Aisne
Les élections législatives françaises de 1993 se déroulent les 21 et 28 mars 1993. Dans le département de l'Aisne, cinq députés sont à élire dans le cadre de cinq circonscriptions.

## Élus
| Circonscription | Député sortant        | Parti | Parti     | Député élu ou réélu   | Parti | Parti     |
| --------------- | --------------------- | ----- | --------- | --------------------- | ----- | --------- |
| 1re             | René Dosière          |       | PS        | Jean-Claude Lamant    |       | RPR       |
| 2e              | Daniel Le Meur        |       | PCF       | Charles Baur          |       | UDF (PSD) |
| 3e              | Jean-Pierre Balligand |       | PS        | Jean-Pierre Balligand |       | PS        |
| 4e              | Bernard Lefranc       |       | PS        | Emmanuelle Bouquillon |       | UDF (PSD) |
| 5e              | André Rossi           |       | UDF (Rad) | André Rossi           |       | UDF (Rad) |

## Positionnement des partis
Les candidats d'alliance RPR-UDF et divers droite se présentent sous la bannière de l'Union pour la France et ceux du Parti socialiste derrière l'Alliance des Français pour le Progrès. Par ailleurs, Les Verts et Génération écologie s'unissent sous l'étiquette Entente des écologistes.

## Résultats

### Analyse
À l'instar du reste du pays, l'Aisne connaît un effondrement de la gauche, qui perd trois sièges et 60 000 électeurs en cinq ans. Parmi les défaites de députés sortants, celle de Daniel Le Meur à Saint-Quentin est la plus significative puisque c'est la première fois depuis 1973 que le Parti communiste français ne compte aucun élu dans le département. Seul Jean-Pierre Balligand parvient à se faire réélire de justesse à Vervins face au chirurgien Christian Cabrol.
À droite, la vague bleue permet à une nouvelle figure politique d'émerger. Ainsi, Emmanuelle Bouquillon, élue à Soissons, devient la benjamine de Assemblée nationale et est la première députée élue dans l'Aisne depuis Paulette Charbonnel-Duteil en 1946. En revanche, les trois autres députés élus – André Rossi, maire de Château-Thierry depuis 1971, Jean-Claude Lamant, maire de Laon depuis 1989 et Charles Baur, président du Conseil régional de Picardie depuis 1986 – sont des hommes politiques bien connus dans la région.
Enfin, le Front national renforce son implantation dans le département. Quoiqu'aucun de ses candidats ne réussisse à atteindre le second tour, il double son score par rapport aux élections de 1988.

### Résultats à l'échelle du département
| Parti          | Parti                                       | Premier tour | Premier tour | Second tour | Second tour | Sièges |
| Parti          | Parti                                       | Voix         | %            | Voix        | %           | Sièges |
| -------------- | ------------------------------------------- | ------------ | ------------ | ----------- | ----------- | ------ |
|                | Union pour la démocratie française          | 54 273       | 21,88        | 84 837      | 33,21       | 3      |
|                | Rassemblement pour la République            | 39 526       | 15,94        | 53 078      | 20,78       | 1      |
|                | Centre national des indépendants et paysans | 4 062        | 1,64         |             |             | 0      |
|                | Divers droite                               | 2 694        | 1,09         | 0           |             |        |
|                | Union des indépendants                      | 713          | 0,29         | 0           |             |        |
|                | Union pour la France                        | 101 268      | 40,84        | 137 915     | 53,98       | 4      |
|                |                                             |              |              |             |             |        |
|                | Parti socialiste                            | 55 275       | 22,29        | 94 192      | 36,87       | 1      |
|                | Mouvement des radicaux de gauche            | 1 585        | 0,64         |             |             | 0      |
|                | Alliance des Français pour le progrès       | 56 860       | 22,93        | 94 192      | 36,87       | 1      |
|                |                                             |              |              |             |             |        |
|                | Les Verts                                   | 8 124        | 3,28         |             |             | 0      |
|                | Génération écologie                         | 5 316        | 2,14         | 0           |             |        |
|                | Entente des écologistes                     | 13 440       | 5,42         |             |             | 0      |
|                |                                             |              |              |             |             |        |
|                | Front national                              | 31 216       | 12,59        |             |             | 0      |
|                | Parti communiste français                   | 28 126       | 11,34        | 23 373      | 9,15        | 0      |
|                | Le Trèfle - Les nouveaux écologistes        | 9 518        | 3,84         |             |             | 0      |
|                | Lutte ouvrière                              | 5 500        | 2,22         | 0           |             |        |
|                | Parti des travailleurs                      | 1 089        | 0,44         | 0           |             |        |
|                | Extrême gauche                              | 988          | 0,40         | 0           |             |        |
|                |                                             |              |              |             |             |        |
| Inscrits       | Inscrits                                    | 370 763      | 100,00       | 370 769     | 100,00      | 5      |
| Abstentions    | Abstentions                                 | 109 414      | 29,51        | 98 635      | 26,60       |        |
| Votants        | Votants                                     | 261 349      | 70,49        | 272 134     | 73,40       |        |
| Blancs et nuls | Blancs et nuls                              | 13 344       | 5,11         | 16 654      | 6,12        |        |
| Exprimés       | Exprimés                                    | 248 005      | 94,89        | 255 480     | 93,88       |        |

### Cartes

Nuance politique des candidats arrivés en tête dans chaque canton au 1er tour dans le département de l'Aisne.
Nuance politique des candidats arrivés en tête dans chaque circonscription au 1er tour dans l'Aisne avec celle des candidats se maintenant au second tour.
Nuance politique des candidats arrivés en tête dans chaque canton au 2e tour dans le département de l'Aisne.
Nuance politique des députés élus dans chaque circonscription au 2e tour dans l'Aisne.

### Résultats par circonscription

#### Première circonscription (Laon)
| Candidat                      | Candidat               | Parti          | Premier tour | Premier tour | Second tour | Second tour |  |
| Candidat                      | Candidat               | Parti          | Voix         | %            | Voix        | %           |  |
| ----------------------------- | ---------------------- | -------------- | ------------ | ------------ | ----------- | ----------- |  |
|                               | Jean-Claude Lamant élu | RPR (UPF)      | 19 147       | 40,88        | 26 400      | 55,28       |  |
|                               | René Dosière sortant   | PS (ADFP)      | 11 101       | 23,70        | 21 359      | 44,72       |  |
|                               | Michel Saleck          | FN             | 5 776        | 12,33        |             |             |  |
|                               | Dominique Lacombe      | PCF            | 3 393        | 7,24         |             |             |  |
|                               | Patrick Degembe        | Les Verts (EÉ) | 2 968        | 6,34         |             |             |  |
|                               | Michelle Berbal        | LT-LNÉ         | 1 914        | 4,09         |             |             |  |
|                               | Jean-Loup Pernelle     | LO             | 1 703        | 3,64         |             |             |  |
|                               | Philippe Jarno         | CNIP           | 831          | 1,77         |             |             |  |
|                               |                        |                |              |              |             |             |  |
| Inscrits                      | Inscrits               | Inscrits       | 70 562       | 100,00       | 70 589      | 100,00      |  |
| Abstentions                   | Abstentions            | Abstentions    | 21 164       | 29,99        | 19 715      | 27,93       |  |
| Votants                       | Votants                | Votants        | 49 398       | 70,01        | 50 874      | 72,07       |  |
| Blancs et nuls                | Blancs et nuls         | Blancs et nuls | 2 565        | 5,19         | 3 115       | 6,12        |  |
| Exprimés                      | Exprimés               | Exprimés       | 46 833       | 94,81        | 47 759      | 93,88       |  |
| Source : Data.gouv et CEVIPOF |                        |                |              |              |             |             |  |

#### Deuxième circonscription (Saint-Quentin)
| Candidat       | Candidat               | Parti          | Premier tour | Premier tour | Second tour | Second tour |  |
| Candidat       | Candidat               | Parti          | Voix         | %            | Voix        | %           |  |
| -------------- | ---------------------- | -------------- | ------------ | ------------ | ----------- | ----------- |  |
|                | Charles Baur élu       | UDF (PSD)      | 18 133       | 36,58        | 29 053      | 55,42       |  |
|                | Daniel Le Meur sortant | PCF            | 10 441       | 21,06        | 23 373      | 44,58       |  |
|                | François Picquet       | FN             | 5 788        | 11,68        |             |             |  |
|                | Yves Mennesson         | PS (ADFP)      | 4 281        | 8,64         |             |             |  |
|                | Jean Robert Boutreux   | GÉ (EÉ)        | 2 510        | 5,06         |             |             |  |
|                | Corinne Lemire         | LT-LNÉ         | 2 239        | 4,52         |             |             |  |
|                | Denis Lefèvre          | MRG            | 1 585        | 3,20         |             |             |  |
|                | Yves Journel           | Divers droite  | 1 106        | 2,23         |             |             |  |
|                | Daniel Huriez          | PT             | 1 089        | 2,20         |             |             |  |
|                | Raymond Ducamp         | Divers droite  | 876          | 1,77         |             |             |  |
|                | Didier Hernoux         | LO             | 807          | 1,63         |             |             |  |
|                | René Huel              | UDI            | 713          | 1,44         |             |             |  |
|                |                        |                |              |              |             |             |  |
| Inscrits       | Inscrits               | Inscrits       | 74 526       | 100,00       | 74 522      | 100,00      |  |
| Abstentions    | Abstentions            | Abstentions    | 21 966       | 29,47        | 18 159      | 24,37       |  |
| Votants        | Votants                | Votants        | 52 560       | 70,53        | 56 363      | 75,63       |  |
| Blancs et nuls | Blancs et nuls         | Blancs et nuls | 2 992        | 5,69         | 3 937       | 6,99        |  |
| Exprimés       | Exprimés               | Exprimés       | 49 568       | 94,31        | 52 426      | 93,01       |  |

#### Troisième circonscription (Hirson)
| Candidat       | Candidat                            | Parti          | Premier tour | Premier tour | Second tour | Second tour |  |
| Candidat       | Candidat                            | Parti          | Voix         | %            | Voix        | %           |  |
| -------------- | ----------------------------------- | -------------- | ------------ | ------------ | ----------- | ----------- |  |
|                | Christian Cabrol                    | RPR (UPF)      | 20 379       | 37,99        | 26 678      | 46,74       |  |
|                | Jean-Pierre Balligand sortant réélu | PS (ADFP)      | 19 408       | 36,18        | 30 396      | 53,26       |  |
|                | Michel Corniaux                     | PCF            | 4 822        | 8,99         |             |             |  |
|                | René Goarin                         | FN             | 4 656        | 8,68         |             |             |  |
|                | José Meurice                        | Les Verts (EÉ) | 1991         | 3,71         |             |             |  |
|                | Michel Flamant                      | LT-LNÉ         | 1239         | 2,31         |             |             |  |
|                | Claude Péronne                      | Divers droite  | 712          | 1,33         |             |             |  |
|                | Henri-Michel Falavigna              | CNIP           | 437          | 0,81         |             |             |  |
|                |                                     |                |              |              |             |             |  |
| Inscrits       | Inscrits                            | Inscrits       | 75 093       | 100,00       | 75 080      | 100,00      |  |
| Abstentions    | Abstentions                         | Abstentions    | 18 978       | 25,27        | 15 715      | 20,93       |  |
| Votants        | Votants                             | Votants        | 56 115       | 74,73        | 59 365      | 79,07       |  |
| Blancs et nuls | Blancs et nuls                      | Blancs et nuls | 2 471        | 4,4          | 2 291       | 3,86        |  |
| Exprimés       | Exprimés                            | Exprimés       | 53 644       | 95,6         | 57 074      | 96,14       |  |

#### Quatrième circonscription (Soissons)
| Candidat       | Candidat                  | Parti          | Premier tour | Premier tour | Second tour | Second tour |  |
| Candidat       | Candidat                  | Parti          | Voix         | %            | Voix        | %           |  |
| -------------- | ------------------------- | -------------- | ------------ | ------------ | ----------- | ----------- |  |
|                | Emmanuelle Bouquillon élu | UDF (PSD)      | 14 853       | 30,13        | 25 828      | 50,97       |  |
|                | Bernard Lefranc sortant   | PS (ADFP)      | 12 504       | 25,36        | 24 845      | 49,03       |  |
|                | Wallerand de Saint-Just   | FN             | 7 640        | 15,50        |             |             |  |
|                | Michel Carreau            | PCF            | 5 274        | 10,70        |             |             |  |
|                | Alain Colpin              | Les Verts (EÉ) | 3 165        | 6,42         |             |             |  |
|                | Arlette Grosz             | LT-LNÉ         | 2 100        | 4,26         |             |             |  |
|                | Patrick Vallas            | CNIP           | 2 044        | 4,15         |             |             |  |
|                | Jean-Claude Garault       | LO             | 1 720        | 3,49         |             |             |  |
|                |                           |                |              |              |             |             |  |
| Inscrits       | Inscrits                  | Inscrits       | 77 679       | 100,00       | 77 684      | 100,00      |  |
| Abstentions    | Abstentions               | Abstentions    | 25 434       | 32,74        | 23 490      | 30,24       |  |
| Votants        | Votants                   | Votants        | 52 245       | 67,26        | 54 194      | 69,76       |  |
| Blancs et nuls | Blancs et nuls            | Blancs et nuls | 2 945        | 5,64         | 3 521       | 6,5         |  |
| Exprimés       | Exprimés                  | Exprimés       | 49 300       | 94,36        | 50 673      | 93,5        |  |

#### Cinquième circonscription (Château-Thierry)
| Candidat       | Candidat                  | Parti          | Premier tour | Premier tour | Second tour | Second tour |  |
| Candidat       | Candidat                  | Parti          | Voix         | %            | Voix        | %           |  |
| -------------- | ------------------------- | -------------- | ------------ | ------------ | ----------- | ----------- |  |
|                | André Rossi sortant réélu | UDF (Rad)      | 21 287       | 43,75        | 29 956      | 63,00       |  |
|                | Dominique Jourdain        | PS (ADFP)      | 7 981        | 16,40        | 17 592      | 37,00       |  |
|                | Colette Fecci-Pinatel     | FN             | 7 356        | 15,12        |             |             |  |
|                | Marcel Rousseau           | PCF            | 4 196        | 8,62         |             |             |  |
|                | Jean-François Gérak       | GÉ (EÉ)        | 2 806        | 5,77         |             |             |  |
|                | Eliane Troubady           | LT-LNÉ         | 2 026        | 4,16         |             |             |  |
|                | Amanda Helleu             | LO             | 1 270        | 2,61         |             |             |  |
|                | Daniel Trocmé             | Extrême gauche | 988          | 2,03         |             |             |  |
|                | Michel Mouilleseaux       | CNIP           | 750          | 1,54         |             |             |  |
|                |                           |                |              |              |             |             |  |
| Inscrits       | Inscrits                  | Inscrits       | 72 903       | 100,00       | 72 894      | 100,00      |  |
| Abstentions    | Abstentions               | Abstentions    | 21 872       | 30           | 21 556      | 29,57       |  |
| Votants        | Votants                   | Votants        | 51 031       | 70           | 51 338      | 70,43       |  |
| Blancs et nuls | Blancs et nuls            | Blancs et nuls | 2 371        | 4,65         | 3 790       | 7,38        |  |
| Exprimés       | Exprimés                  | Exprimés       | 48 660       | 95,35        | 47 548      | 92,62       |  |